# مری اوهارا
مری اوهارا (انگلیسی: Mary O'Hara؛ ‏ ۱۰ ژوئیهٔ ۱۸۸۵ – ۱۴ اکتبر ۱۹۸۰) فیلم‌نامه‌نویس، نویسنده، رمان‌نویس، نوازنده پیانو و موسیقی‌دان اهل ایالات متحده آمریکا بود.
از فیلم‌هایی که وی در آن‌ها نقش داشته‌است، می‌توان به شجاع‌دل، شاگرد و فلیکا اشاره نمود.